# Tropis oculifera
Tropis oculifera là một loài bọ cánh cứng trong họ Cerambycidae.